# 와인버그 각

와인버그 각 θ_{W}, 그리고 g, g',와 e=gsin θ_{W} 간의 관계.

와인버그 각(Weinberg angle, weak mixing angle)이란 표준 모형에서 전약력의 SU(2)×U(1) 장 가운데 SU(2) 장과 U(1) 장이 어떻게 섞여 관측되는 질량 고유상태 (W보존, Z보존, 광자)를 만드는지 나타내는 물리 상수다. 정확한 값은 재규격화에 따라 다르나, 대략 30도이다. 스티븐 와인버그의 이름을 땄다.

## 정의
SU(2) 장을 {\displaystyle W}, U(1) 장을 {\displaystyle B}라고 하자. 와인버그 각 {\displaystyle \theta _{W}}는 이들을 섞어 관측되는 광자 및  Z 보존을 이룬다.
{\displaystyle {\begin{pmatrix}\gamma \\Z^{0}\end{pmatrix}}={\begin{pmatrix}\cos \theta _{W}&\sin \theta _{W}\\-\sin \theta _{W}&\cos \theta _{W}\end{pmatrix}}{\begin{pmatrix}B^{0}\\W^{0}\end{pmatrix}}}
또는 W 보존과 Z 보존의 질량 비로 다음과 같이 쓸 수도 있다.
{\displaystyle \cos \theta _{W}=m_{W}/m_{Z}}.